# خوزه لوئیس وگار
خوزه لوئیس وگار (انگلیسی: José Luis Vegar؛ زادهٔ ۲۲ فوریهٔ ۱۹۷۵) بازیکن فوتبال اهل اسپانیا است.
از باشگاه‌هایی که در آن بازی کرده‌است می‌توان به باشگاه فوتبال رکریتیوو اوئلوا، باشگاه فوتبال اوئسکا، و باشگاه فوتبال آلباسته بالومپیه اشاره کرد.